# Aristòmenes (escriptor)
Aristòmenes (en grec antic Άριστομένης) fou un escriptor grec que va escriure sobre temes d'agricultura. El mencionen Varró i Luci Juni Moderat Columel·la. El seu lloc de naixement, Avas, és un lloc desconegut.